# Anastrepta
Anastrepta là một chi rêu trong họ Anastrophyllaceae.